# Sebastián Iradier
Sebastián de Iradier y Salaverri, używał także pisowni nazwiska Yradier (ur. 20 stycznia 1809 w Lanciego, zm. 6 grudnia 1865 w Vitorii) – baskijski kompozytor muzyki popularnej. Znany głównie jako twórca habaner. Jego sławnym utworem tego rodzaju jest La Paloma skomponowana ok. 1861 po wizycie na Kubie. Inna habanera Iradiera, Il Arreglito, stała się sławna po włączeniu jej przez Bizeta do jego opery Carmen ze słowami "L'amour est un oiseau rebelle". Bizet sądził, że jest to melodia ludowa.